# パクシ
パクシ（Pacusi）は日本のクレイアニメ、その作品に登場する種族名、またはその主人公の名前。

## 概要
1話1分、全18話。1994年4月から1996年度まで、NHK教育の「おかあさんといっしょ」内で放送されていた。以降、1999年度までは不定期に放送された。2016年12月22日から24日まで1日2話ずつ計6話再放送され、2017年7月31日は「パクシのうた」を放送。同年8月1日から4日まで1日1話ずつ計4話、同年8月14日から19日まで1日1話ずつ計6話再放送された。
クレイアニメだが、透明のセルの上に粘土で作った背景やキャラクターを、コマ撮りする技法が採られている。

## スタッフ
- 監督、アニメーション、脚本 : 山村浩二[1]
- 撮影 : 秋吉スタジオ（秋吉信幸）[1]
- 音響 : NHK
- 音楽 : シジジーズ、須藤隆[1]
- 製作 : NHKエデュケーショナル、ドウズ
- 制作 : ヤマムラアニメーション

## キャラクター
パクシとは、主人公の名前としてだけでなく、イルカから進化して二足歩行に至った種族名としてもあり、パパ、ママ、オトオトもパクシ種族となる。1992年に「プチプチ・アニメ」の前身番組「プチクレイ」で放送された『カロとピヨブプト』（1話約4分、全3話）にも同様の種族(体の色が異なり、本作のパクシやその家族とは別個体。この個体の名前の方は後にエイハブと名付けられた。)が登場する。
※()内は声の出演。
パクシ(堀内洋子)
主人公の男の子。小さな帽子を被っている。おやつが大好き。
パパ(山村浩二)
パクシのパパ。本を読むのが好き。
ママ(冷水ひとみ)
パクシのママ。働き者で心が穏やか。
オトオト(山村佑理)
パクシの弟。まだ赤ちゃんで、ハイハイしかできず、外出の時には乳母車に乗っている。しかし「しんか」で二足歩行をし、ママを驚かせた。いたずら好き。
バルタザール(須藤隆)
パクシ族とは違う「ワニザル科」の生き物のおじさん。山高帽にスーツ姿で、歌を歌いながらステッキをまわして登場する。素性は不明で、主題歌でも「謎のおじさん」と歌われている。
ムシクン(無し)
緑色のカナブンのような虫。よくパクシ達の周りを飛んでいる。

## エピソード
括弧内は英文タイトル。ポニーキャニオンから全話収録したVHSソフトが発売されていたが、それの収録順とは異なる。
- 第1話「パクシ家」（The Pacusi family）
- 第2話「ビン」（A bottle）
- 第3話「絵本」（A picture book）
- 第4話「ハミガキ」（Brushing teeth）
- 第5話「いないいないばあ」（Peek-a-boo）
- 第6話「みず」（Water）
- 第7話「帰り道」（On the way home）
- 第8話「いす」（Chair）
- 第9話「ハンカチ」（Handkerchief）
- 第10話「パレード」（Parade）[1]
- 第11話「ダンス」（Dance）
- 第12話「バルタザール」（Baltazar）
- 第13話「まんじゅう」（Sweet buns）
- 第14話「のりもの」（Vehicles）
- 第15話「落ち葉」（Fallen leaves）
- 第16話「ソフトクリーム」（Soft cream）
- 第17話「オルガン」（Organ）
- 第18話「しんか」（Evolution）

## 主題歌
『パクシのうた』
作詞：ドウズ、作曲・歌：みやざきみえこ
オープニングと本編の間に挿入されることがあり、VHSソフトにも収録された。